# The Witcher (computerspelserie)
The Witcher is een computerspelserie ontwikkeld en uitgegeven door CD Projekt RED. Internationaal zijn de spellen uitgegeven door Atari.
De spellen zijn gebaseerd op de verfilmde kortverhalen- en boekenserie Saga o wiedźminie van fantasyschrijver Andrzej Sapkowski.
In 2019 maakte ontwikkelaar CD Projekt Red bekend dat er van de computerspelserie ruim 40 miljoen exemplaren zijn verkocht.

## Plot
Het verhaal in de spelreeks vindt plaats in een middeleeuwse fantasiewereld en volgt monsterjager Geralt van Rivia, een van de Witchers. Dit zijn genetisch verbeterde mensen met speciale krachten om  monsters te kunnen verslaan. In de spellen kunnen morele keuzes gemaakt worden. De keuzes die de speler maakt hebben invloed op de verhaallijn en afloop van het spel.

## Spellen in de serie
| Jaar | Titel                                      | Platform                                 | Opmerking       |
| ---- | ------------------------------------------ | ---------------------------------------- | --------------- |
| 2007 | The Witcher                                | Windows, OS X                            |                 |
| 2011 | The Witcher 2: Assassins of Kings          | Windows, Xbox 360, OS X, Linux           |                 |
| 2015 | The Witcher 3: Wild Hunt                   | PlayStation 4, Windows, Xbox One, Switch |                 |
| 2015 | The Witcher 3: Wild Hunt - Hearts of Stone | PlayStation 4, Windows, Xbox One         | uitbreidingsset |
| 2016 | The Witcher 3: Wild Hunt - Blood and Wine  | PlayStation 4, Windows, Xbox One         | uitbreidingsset |